# Rimski beton
Rimski beton, ki se imenuje tudi opus caementicium, je material uporabljen v gradbeništvu v času od pozne Rimske republike skozi celotno zgodovino Rimskega cesarstva. Rimski beton je temeljil na hidravličnem cementu z veliko bistvenimi lastnostmi, podobnimi modernemu portland cementu. Do sredine 1. stoletja je bil material, ki se ga je pogosto uporabljalo kot opeko betonskega videza, čeprav so razlike v agregatu dovoljevale drugačno ureditev materialov. Nadaljnji inovativni razvoj v materialu, ki se imenuje betonska revolucija, je prispevala k strukturno zapletenim oblikam, kot so kupola Panteona. Rimski beton je bil uporabljen tudi za izdelavo cest.

## Zgodovina
Vitruvij, pisal je okoli 25 let pred našim štetjem, v svojih knjigah Deset knjig o arhitekturi, prizna vrste agregata, ki so primerne za pripravo apnene malte. Za strukturne malte, je priporočljiva pozolana, vulkanski pesek iz peščenih sedimentov v kraju Pozzuoli v bližini Neaplja, rjavo-rumeno-sive barve in rdečkasto-rjave barve v Rimu. Vitruvij določa za cement razmerje 1 del apna do 3 dele pozolana, kar naj se uporablja v stavbah in razmerje 1:2 apna in pulvis Puteolanus za podvodna dela (v istem razmerju danes mešamo za beton, ki se uporablja na morju).
Do sredine 1. stoletja, so načela podvodne gradnje v betonu dobro poznali že rimski gradbeniki. Mesto Cezarea je bilo prvi znan primer uporabe podvodne rimske betonske tehnologije v tako velikem obsegu.
Pri obnovi Rima po požaru leta 64 n. št., ki je uničil velik del mesta, je nova Neronova palača večinoma narejena iz opeke z betonskim videzom. Zdi se, da so spodbujali razvoj opečne in betonske industrije. 
V večini primerov je bila surova betonska površina obravnavana kot grda, zato so uporabljali nekakšne površinske obdelave. Različne tehnike so bile značilne za različna obdobja:
- Opus incertum: majhni nepravilni kamni.
- Opus reticulatum: mali kvadratni bloki iz tufa v vzorcu diamanta.
- Opus quadratum: pravilno klesani kvadratni bloki.
- Opus latericium: pravilne kvadratne opeke.
- Opus spicatum: opeke položene v vzorec ribje kosti.
- Opus vittatum: kvadratni bloki iz tufa menjaje s pasovi opeke v pravilnem in nepravilnem razmaku.
- Opus africanum: vertikalni niz pokončnih blokov izmenično s horizontalnimi bloki.
- Opus testaceum: debele horizontalne opeke.

## Lastnosti materiala
Rimski beton je, tako kot vsak beton, sestavljen iz agregata in hidravlične malte - veziva v mešanici z vodo, da bi se strdil v daljšem časovnem obdobju. Agregat je raznolik, uporabljene so razne kamnine, keramične ploščice in stara opeka ter ostanki že porušenih zgradb. Jeklene armature za okrepitev elementov niso uporabljali.
Kot vezivo so uporabljali mavec in apno. Pridobivanje vulkanskega prahu imenovanega pozolana, je bilo omejeno. Pozolana naredi beton bolj odporen na slano vodo kot sodoben beton. Pozolanska malta je imela visoko vsebnost aluminijevega oksida in silicijevega dioksida. 
Beton in zlasti hidravlični malta, je odgovoren za kohezijo, je vrsta strukturne keramike katerih uporabnost izvira predvsem iz njene reološke plastičnosti v stanju paste. Ta se razlikuje od nastavitev gašene malte, najbolj običajnega cementa v pre-rimski dobi. Rimski beton ima malo plastičnosti, čeprav je ohranil nekaj odpornosti na natezne napetosti. 
Pozolanski cement ima veliko skupnega s sodobno ustreznico, Portland cementom. Sestava rimskega pozolana cementa z visoko vsebnostjo kremena je zelo blizu sodobnemu cementu, kateremu dodajo plavžno žlindro, elektrofiltrski pepel ali silicijev dioksid. 
Tlačne trdnosti za sodobni Portland cement so običajno na ravni 50 MPa in so bile izboljšane skoraj desetkrat od leta 1860. Ni primerljivih podatkov za stare malte, čeprav je nekatere informacije o trdnosti mogoče sklepati iz drobljenja rimskih betonskih jaškov. Trenutno ne obstaja način za ugotavljanje, kakšno razmerje voda / cement so Rimljani uporabljali, niti ni obsežnejših podatkov o učinku tega razmerja na prednosti Pozolanskega cementa.